# High As Hell
Albums de Nashville Pussy
Let Them Eat Pussy Say Something Nasty
High As Hell est le second album studio du groupe de rock 'n' roll trash Nashville Pussy. D'abord sorti le 30 mai 2000 aux États-Unis, l'album est une véritable ode aux drogues, aux beuveries et au sexe.
L'album sortira début 2001 eu Europe sur un label différent avec 5 chansons en plus : un live de Struttin' Cock enregistré à Détroit, Milk Cow Blues une reprise en live de Bill Monroe, Age Of Pamparius une reprise de Turbonegro, Hot Rod des Black Oak Arkansas et enfin Highway to Hell d'AC/DC. L'album comprend aussi une reprise du groupe australien Rose Tattoo Rock 'n' Roll Outlaw.

## Liste des chansons
1. Struttin' Cock - 2:49
2. Shoot First and Run Like Hell - 2:23
3. She's Got the Drugs - 2:15
4. Wrong Side of a Gun - 2:45
5. Piece of Ass - 1:45
6. High as Hell - 2:33
7. You Ain't Right - 2:09
8. Go to Hell (Nashville) - 4:45
9. Rock 'n' Roll Outlaw - 3:16
10. Let's Ride - 3:27
11. Blowjob From a Rattlesnake - 2:11
12. Drive - 6:20
13. Struttin Cock (live)
14. Milk Cow Blues (live, reprise de Bill Monroe)
15. Age of Pamparius (reprise de Turbonegro)
16. Hot Rod (reprise de Black Oak Arkansas)
17. Highway to Hell (reprise d'AC/DC)

## Membres du groupe
- Blaine Cartwright - Guitare / chant
- Ruyter Suys - Guitare
- Corey Parks - Basse
- Jeremy Thompson - Batterie